# Isla de Sanitja

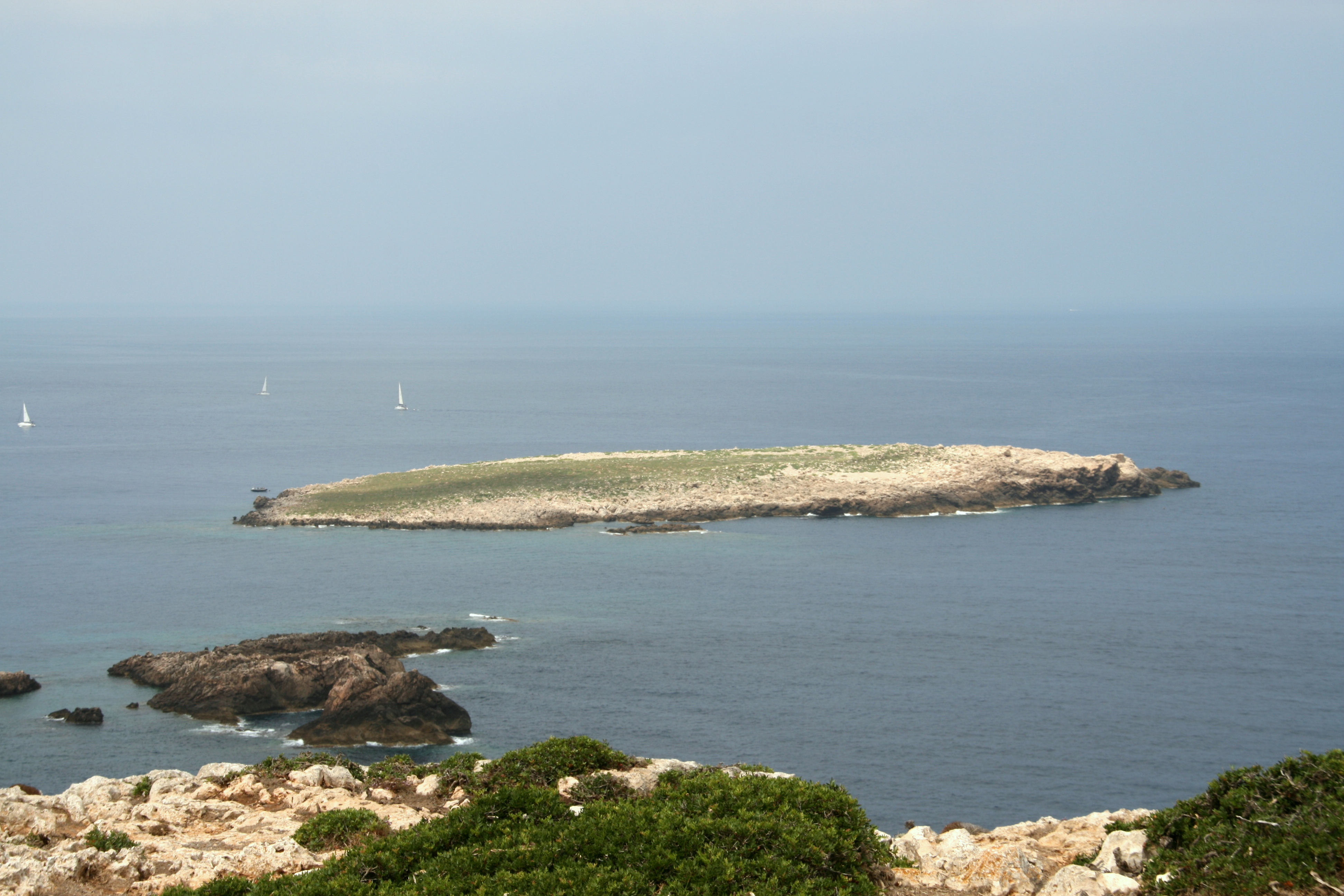
Isla de Sanitja vista desde el cabo de Cavallería.

La isla de Sanitja o de los Porros (illa de Sanitja o illa des Porros en catalán) es una pequeña isla situada frente al cabo de Cavallería, a 475 m de tierra firme, en la costa norte de Menorca. Pertenece al municipio de Mercadal. Es el punto más septentrional del archipiélago balear: 40° 05' 4'' N. Forma parte del lugar de importancia comunitaria Dels Alocs a Fornells y toda el área marina que la circunda forma parte de la reserva marina Norte de Menorca.
Tiene 8,4 hectáreas de superficie y una altitud máxima de 18,5 m. Su cara norte es más escarpada y de mayor altura que su cara sur. Es caliza y su vegetación es de pequeño porte. Ni siquiera crecen matorrales, debido a la erosión, el fuerte viento y el agua marina. Hay colonias de aves marinas como la gaviota de Audouin o la pardela cenicienta.
También se puede encontrar la subespecie de lagartija balear Podarcis lilfordi fenni. 